# Ormia dominicana
Ormia dominicana är en tvåvingeart som beskrevs av Townsend 1919. Ormia dominicana ingår i släktet Ormia och familjen parasitflugor. Inga underarter finns listade i Catalogue of Life.